# 84 до н. е.

## Події
- Тигран II Великий, цар Великої Вірменії розпочинає війну проти Держави Селевкідів і завойовує її.

## Народились
- Гай Требацій Теста — найвідоміший правник часів пізньої Римської республіки та початку принципату.

## Померли
- Антіох XII Діоніс — цар Сирії у 87—84 роках до н. е.
- Луцій Корнелій Цинна — давньоримський політичний діяч, представник партії популярів.